# Vance Avery Petriew
Vance Avery Petriew (...) è un astronomo amatoriale canadese di professione consulente informatico.
Residente a Regina nel Saskatchewan, ha studiato astronomia e fisica all'Università del Saskatchewan  ottenendo nel 1992 un baccalaureato in Scienze (B.Sc.) in fisica .
È noto principalmente per la scoperta visuale della cometa periodica 185P/Petriew .
In campo astronomico si occupa principalmente di osservazioni di stelle variabili. È membro dell'AAVSO, le sue osservazioni sono registrate sotto il codice PVA : tra il 2001 e il 2007 ha effettuato oltre 150.000 stime di luminosità .

## Riconoscimenti
- Nel 2002 ha ricevuto l'Edgar Wilson Award [6].
- Nel 2002 ha ricevuto il Ken Chilton Prize [7].
- Nel 2007 ha ricevuto il Director's Award [8] della AAVSO.